# Christoph Pfister
Christoph Pfister (n. 10 octombrie 1945, Berna, Berna, Elveția) este un istoric și autor elvețian. El este un reprezentant al criticii pseudo-științifice a cronologiei. Pfister se ocupă în principal de subiecte istorice și de istorie locală despre Elveția în general și despre orașul și cantonul Berna în special.

## Teze
Principala lucrare a lui Pfister până în prezent este cartea sa The Matrix of Ancient History (2021). În ea, el rezumă diferitele abordări critice istorice și cronologice ale autorilor mai vechi și contemporani în propriile sale teze radicale. El s-a inspirat mai ales din lucrările lui Anatoli Timofejewitsch Fomenko, Wilhelm Kammeier⁠(d), Uwe Topper⁠(d), Karl August von Cohausen⁠(d), Nikolai Morosow, Robert Baldauf⁠(d), Edwin Johnson, Francesco Carotta⁠(d) și Joseph Yahuda, printre alții. Pfister susține în esență teza conform căreia cunoștințele istorice de încredere se încheie cu doar câteva decenii înainte de Revoluția Franceză. Pfister vede tradițiile datate anterior, fie ele documente sau inscripții pe clădiri, ca falsuri care au făcut parte dintr-o invenție istorică influențată religios de câțiva autori la începutul secolului al XVIII-lea, ale căror lucrări au servit ulterior drept modele pentru alte invenții istorice. Problemele organizatorice asociate cu o presupusă operațiune de falsificare atât de cuprinzătoare, care aparent a inclus nu numai Europa, ci și restul Mediteranei și Asiei, rămân neclare.
Pfister consideră limbile greacă, latină și ebraică drept artefacte ale unei foste puteri hegemonice din Europa în scopul înțelegerii în administrație, armată și religie. Greaca a fost creată mai întâi, apoi înlocuită cu latina. Pfister vede ebraica ca fiind cea mai tânără dintre cele trei limbi artificiale. Pe de o parte, vocabularul constă în mare parte din cuvinte grecești și, pe de altă parte, din cuvinte germane.
Pe lângă sursă și lucrări critice de text, Pfister se ocupă de istoria construcțiilor și a tehnologiei. Progresele în aceste din urmă domenii au avut loc mult mai repede decât se presupunea anterior. Despre dezvoltarea epocilor istorice arhitecturale romanic, gotic, renascentist și baroc presupune că s-au produs în explozii de doar câteva decenii în secolele al XVII-lea și al XVIII-lea. Un secol a avut loc după ce invenția mortarului a luat ființă înainte de 1700. Prin urmare, Pfister estimează că clădirile din Roma antică sunt mult mai tinere în comparație cu doctrina stabilită. În acest context, el critică și viziunea istorică convențională a construcției de biserici vechi, care presupune timpi de construcție de câteva sute de ani.  Și aici, Pfister presupune un timp de creare mult mai scurt, de doar câțiva ani.
Un hobby special al lui Christoph Pfister este studiul castelelor. Aici îl interesează în special fortificațiile vechi, oppida, castelele de pământ și castelele de piatră. Din aceste sisteme autorul trage concluzii despre cultura din spatele lor și o cronologie relativă. Rodul acestor eforturi este lucrarea Castelele din jurul Bernei (Burgen rund um Bern, 2022). În ea, el discută despre peste 100 de situri de castele din Berna-Mittelland, Freiburg și Vaud cu planuri și imagini.
El descrie Cartea Albă din Sarnen (Weisse Buch von Sarnen) ca pe un fals deliberat din secolul al XIX-lea.. Partea de cronică a fost scrisă mult mai târziu fără nicio valoare și doar pentru a răspândi mitul lui Wilhelm Tell.
Pfister respinge metodele științifice pentru determinarea vârstei substanțelor, cum ar fi datarea cu radiocarbon, ca fiind inutilizabile. Potrivit evaluării sale, în prezent nu există niciun instrument pentru a data cu exactitate materialul, fără nicio îndoială.
De ani de zile, Christoph Pfister a susținut următoarele teze despre istorie și cronologie: Cultura și societatea umană de astăzi au apărut probabil cu 400 de ani în urmă. Cimentul sau mortarul au făcut posibilă epoca romanilor, care a avut loc cu puțin peste trei sute de ani în urmă. – Evul Mediu a început cu mai puțin de 300 de ani în urmă și a durat aproximativ trei generații. – Secvența de stil post-roman, romanică și gotică, a fost înlocuită în jurul anului 1770 de noile stiluri de baroc, rococo și clasicism. – Datarea Anno-Domini care este folosită astăzi a fost introdusă probabil în jurul anului 1740. – Tradiția scrisă în manuscrise și tipărituri a început în jurul anului 1760. În această perioadă a început și producția artistică cu picturi și desene. Cu toate acestea, întreaga producție literară a primilor cincizeci de ani de la începutul ei poate fi privită ca un singur poem istoric. Conținutul și datele de până în jurul anului 1800 au doar valoare simbolică. Invenția literară a istoriei a avut motive religioase.
El își bazează ipotezele pe ceea ce el percepe a fi improbabilități. Așa că pune întrebarea retorică dacă Imperiul Otoman Musulman ar fi permis consiliile din 1639 și 1652 menționate de Denis Pétau în capitala lor. Totuși, acestea au fost sinoade convocate de Patriarhul Ecumenic al Constantinopolului ca parte a confruntării cu calvinismul, care este bine documentată. 
Ca exemplu al „incertitudinii” istoriei  sfârșitului secolului al XIX-lea, Pfister citează biografia lui Frederic al II-lea al Prusiei, care, conform concepției predominante asupra istoriei, s-a afirmat „împotriva unei coaliții a tuturor puterilor europene, și anume Austria, Franța, Anglia și Rusia” și se îndoiește că „un stat est-german fără ieșire la mare” ar fi avut situația economică și financiară  pentru a face acest lucru și că  mica populație a Prusiei ar fi fost capabilă să facă acest lucru. Războaiele din Silezia au fost doar o „fantezie avidă de putere”. De fapt, aceste războaie sunt bine documentate: Regatul Prusiei nu era un stat fără ieșire la mare, ci avea porturi în Marea Baltică și Marea Nordului, și anume Königsberg, Stettin și Emden. În timpul războaielor din Silezia, Frederic a fost inițial aliat cu Franța, apoi cu Marea Britanie după inversarea Alianței, pe lângă alianțele cu Bavaria și Țările de Jos. Rusia s-a separat prin Pacea de la Sankt Petersburg după ascensiunea lui Petru al III-lea în al Treilea Război din Silezia (Războiul de Șapte Ani).
În disputa cu privire la teoriile lui Heribert Illig, Pfister a luat o poziție clară împotriva lui Illig și a criticat teza sa despre Carol cel Mare ca fiind „imposibilă”, deoarece pune sub semnul întrebării doar trei secole. Cezar și Carol al V-lea ar fi doar legende ca și Carol cel Mare.
Pfister consideră că aselenizările americane cu echipaj uman sunt „false”.  El folosește în principal argumentele publicate de controversatul autor Gernot L. Geise.
La începutul anului 2016, Pfister a publicat un manifest online pentru critică istorică și cronologică  - în traducere în limba franceză și engleză.
Pfister a dezvoltat, de asemenea, o nouă înțelegere a originilor limbilor și a numelor de locuri. Potrivit lui, baza tuturor cuvintelor este complexul creștin-vezuvian-troian, așa cum îl numește el. Rodul acestor eforturi este lucrarea The Place Names of Switzerland (Die Ortsnamen der Schweiz, 2022).
Ediția revizuită Johann Rudolf Wyss: Seara de la Geristein și Cavalerul de Ägerten (Johann Rudolf Wyss: Der Abend zu Geristein und Der Ritter von Ägerten) a fost publicată în toamna anului 2019. Pe lângă modificările aduse imaginilor și comentariilor, editorul a adăugat în broșură și  Legendă despre bucătăria diavolului din Grauholz, lângă Berna (Sage über die Teufelsküche im Grauholz bei Bern).
Site-ul lui Christoph Pfister conține peste 200 de articole ilustrate despre istorie, filologie și istorie locală, inclusiv aproximativ 90 de articole despre castele, în special castele de pământ și siturile de castele, din cantonul Berna și restul vestului Elveției.

## Recepție
Tezele lui Pfister sunt rareori luate în considerare și sunt respinse de lumea consacrată a cercetării. Cu toate acestea, în cercurile critice la adresa cronologiei, care nu sunt luate în serios de către istoricii consacrați, scrierile sale sunt binecunoscute și se bucură de un anumit grad de recunoaștere ca lucrări fundamentale în lumea de limbă germană.  Investigațiile istorice și de istorie locală ale lui Pfister, inclusiv cele referitoare la Ankh-ul Bernei , la celți și la diferite castele de pământ din regiunea Berna , fac ocazional subiectul unor rapoarte critice în presa elvețiană.

## Lucrări
- Historische Denkmäler in der Schweiz. 34 helvetische Erinnerungsstätten, kritisch betrachtet. Norderstedt 2021 (Historisch-philologische Werke 8).
- Die Matrix der alten Geschichte. Eine Einführung in die Geschichts- und Chronologiekritik. Neubearbeitung des 2002 und 2006 unter dem gleichen Titel erschienenen Werkes. o. O. 2012. Historisch-philologische Werke 1. Arhivat în 4 martie 2016, la Wayback Machine. (nur als E-Book verfügbar; PDF-Datei; 6,71 MB)
- Die alten Eidgenossen. Die Entstehung der Schwyzer Eidgenossenschaft im Lichte der Geschichtskritik und die Rolle Berns. Vollständig überarbeitete Neuausgabe des erstmals 2003 unter dem Titel Die Mär von den alten Eidgenossen und 2006 unter dem Titel Bern und die alten Eidgenossen erschienenen Buches. o. O. 2013. Historisch-philologische Werke 2. Arhivat în 26 mai 2024, la Wayback Machine. (nur als E-Book verfügbar; PDF-Datei; 13,07 MB)
- Die Ursprünge Berns. Eine historische Heimatkunde Berns und des Bernbiets. Mit besonderer Berücksichtigung der Burgen. Vollständig neu bearbeitete Ausgabe des 2008 unter dem gleichen Titel erschienenen Buchs. o. O. 2013. Historisch-philologische Werke 3.[nefuncțională – arhivă]
 (nur als E-Book verfügbar; PDF-Datei; 53,49 MB)
- Die Ortsnamen der Schweiz. Mit einer Einführung über die vesuvianische Namensprägung Europas. Neubearbeitung des 2006 unter dem Titel Der Vesuv ist überall erschienenen Werkes. o. O. 2013. Historisch-philologische Werke 4. Arhivat în 4 martie 2016, la Wayback Machine. (nur als E-Book verfügbar; PDF-Datei; 3,79 MB)
- Johann Rudolf Wyß der Jüngere: Der Abend zu Geristein und Der Ritter von Ägerten. Zwei Dichtungen, neu herausgegeben, eingeleitet und illustriert von Christoph Pfister. 3. überarbeitete Aufl. o. O. 2020. Historisch-philologische Werke 5 Arhivat în 7 aprilie 2023, la Wayback Machine. (nur als E-Book verfügbar; PDF-Datei; 2,94 MB)
- Die Entstehung der Jahrzahl 1291. Beiträge zur Schweizer Historiographie: Stumpf – Schweizer – Daguet et al. Norderstedt: Books on Demand 2019. Historisch-philologische Werke 7. (ISBN 978-3-8334-7138-4) (E-Book-Ausgabe; PDF-Datei; 1,62 MB)
- Bern und die alten Eidgenossen. Die Entstehung der Schwyzer Eidgenossenschaft im Lichte der Geschichtskritik. 3. veränderte Auflage. Norderstedt: Books on Demand 2020.
- Die Ursprünge Berns. Materialien für eine Neubetrachtung. Norderstedt: Books on Demand 2022. (= Neubearbeitung von Der antike Berner Bär. Die Vorgeschichte einer mächtigen Stadt.)
- Beiträge zur Freiburger Historiographie des 18. und 19. Jahrhunderts. Guillimann – Alt – Berchtold – Daguet. Norderstedt: Books on Demand 2019.
- Die Matrix der alten Geschichte. Analysen einer religiösen Geschichtserfindung. 2. veränderte Auflage. Norderstedt: Books on Demand 2021.
- Analyse d’un légitimiste suisse sur la Réforme et la révolution. Jean Georges Esslinger et une apologie inédite du catholicisme de la fin des années 1820. o. O. 2006. (nur als E-Book verfügbar; PDF-Datei; 124 kB)
- Der antike Berner Bär. Die Vorgeschichte einer mächtigen Stadt. Freiburg: Dillum / Norderstedt: Books on Demand 2002.
- Leukasburg: Bericht über einen Idealstaat. Fribourg: Trikastel Verlag 1987.
- Die Publizistik Karl Ludwig von Hallers in der Frühzeit. 1791–1815. Bern: Herbert Lang; Frankfurt/M.: Peter Lang 1975.